# Собор Святого Марка (Макарска)
Собор Святого Марка — католический собор в городе Макарска, Хорватия. Бывший кафедральный собор архиепархии Сплит-Макарска, памятник архитектуры.

## Описание
Храм стоит в историческом центре Макарски, на северной стороне площади Качича-Миошича. От памятника Качичу-Миошичу ко входу в храм идёт небольшая лестница.
Собор св. Марка в настоящее время не является кафедральным собором епархии, эту роль выполняет собор Святого Дуэ в Сплите, однако, как бывшая епископская кафедра, храм св. Марка в Макарске сохранил соборный статус.

## История
Строительство собора начал епископ Никола Биянкович в 1700 году, но из-за нерегулярного финансирования строительство было закончено только в 1756 году. Освящение состоялось в 1766 году.
Собор был построен в стиле далматинского барокко, отличительными особенностями архитектуры стали большая полукруглая апсида и шатровая колокольня с часами и звонницей, которая гармонично вписалась во внешний вид церкви.
Собор был сильно повреждён во время землетрясения в 1962 году, в ходе восстановление претерпел некоторое изменение внутреннего облика, в частности на месте бывшей ризницы была устроена восточная часовня, где разместился главный алтарь.

## Архитектура
Неф перекрыт сводчатым потолком, в боковых часовнях перекрытие плоское. Слева от нефа находится часовни Богоматери св. Розария с алтарным образом и 15 медальонами со сценами из жизни Девы Марии. Алтарный образ создал художник Феличе Тирони в 1787 году. Рядом с часовней Богоматери находится часовня Святого Креста с деревянными скульптурами. С правой стороны от нефа находится часовня св. Климента, где хранится частица мощей святого. Церковь ранее имела два алтаря в начале нефа и напротив алтаря Святого Креста, которые были удалены при перестройке храма в 1965 году для расширения внутреннего пространства. В 1971 году установлен новый орган, работы Янеза Енко из Любляны, в который он успешно включил сохранившиеся старые органные трубы.